# Bertie Carvel
Bertie Carvel, né le 6 septembre 1977 à Marylebone est un acteur britannique.

## Filmographie partielle
- 2004 : Hawking (téléfilm) : George Ellis
- 2004 : Agatha Christie: A Life in Pictures (téléfilm) : Max Mallowan
- 2006 : Holby City (série télévisée) : Looking After Number One  (saison 8 épisode 39)  : Martin Phillips
- 2007 : L'Expérience Lazarus, épisode de la série télévisée Doctor Who
- 2008 : John Adams (mini-série télévisée) : Réunion  (saison 1 épisode 4)  : Lord Carmarthen
- 2009 : Nick Cutter et les Portes du temps (série télévisée) : Prédiction  (saison 3 épisode 2)  : Ryan Mason
- 2010 : Sherlock (série télévisée) : Le Banquier aveugle  (saison 1 épisode 2)  : Seb Wilkes
- 2012 : La Vie aux aguets (téléfilm)
- 2012 : Les Misérables de Tom Hooper
- 2014 : Babylon (série télévisée)
- 2014 : The Wrong Mans (1 épisode)
- 2015 : Doctor Foster (série télévisée)
- 2015 : Jonathan Strange et Mr Norrell (série télévisée)
- 2016 : Un Conte peut en cacher un autre (court métrage d'animation)
- 2017 : The Crown (1 épisode) : Robin Day
- 2020 : Le Cheval pâle (mini-série) : Zachariah Osborne
- Depuis 2021 : Dalgliesh (en) (série télévisée) : Adam Dalgliesh
- 2022-2023 : The Crown (série télévisée) : Tony Blair
- 2025 : A Knight of the Seven Kingdoms (série télévisée) : Baelor Targaryen, dit Briselance
- 2025 : Walking with Dinosaurs (en) (série télévisée) : Narrateur
- À partir de 2026 : Harry Potter (série télévisée) : Cornelius Fudge

## Récompenses et nominations
- Tony Award du meilleur acteur dans un second rôle dans une pièce lors de la 73e cérémonie des Tony Awards pour la pièce Ink